# Киндзерская, Ирина Николаевна
Ирина Николаевна Киндзерская (в замужестве — Алиева; укр. Ірина Миколаївна Кіндзерська, азерб. İrina Kindzerska; род. 13 июня 1991, Каменец-Подольский, Хмельницкая область) — азербайджанская (ранее — украинская) дзюдоистка, выступающая в тяжёлой весовой категории свыше 78 кг. Бронзовая призёрка Олимпийских игр (2020), чемпионата мира (2017) и Европейских игр (2019). Серебряная и бронзовая призёрка чемпионатов Европы.

## Биография
В 2012 году принимала участие в Олимпийских играх в Лондоне и заняла 5-е место, в борьбе за бронзовую медаль победила российскую дзюдоистку Елену Иващенко, но проиграла британке Карине Брайант, которая в итоге и завоевала бронзовую медаль.
В мае 2017 года, сменив гражданство, перешла в сборную Азербайджана. В составе новой сборной Киндзерская приняла участие в Исламских играх солидарности 2017 года, проходивших в мае в Баку. Здесь, в весовой категории свыше 78 кг, она дошла до финала, где уступила Кайре Сайит из Турции, завоевав серебряную медаль игр. В этом же году Киндзерская стала бронзовой призёркой чемпионата мира.
На Европейских играх 2019 года Киндзерская взяла бронзовую медаль, одолев в решающем поединке Галину Тарасову из Украины. Помимо этого Киндзерской была вручена также бронзовая медаль чемпионата Европы, поскольку именно такой статус имели соревнования по дзюдо на Евроиграх в Минске.
В 2020 году на чемпионате Европы в ноябре в чешской столице, Ирина смогла завоевать серебряную медаль турнира в категории свыше 78 кг. В финале уступила французской спортсменке Романе Дикко.
Своё выступление на Олимпийских играх 2020 в Токио Киндзерская начала выступление со второго круга, где одолела иппоном Ларису Церич из Боснии и Герцеговины. Досрочно завершилась и её победа над Мин-Джин Хан из Южной Кореи. В полуфинале Киндзерская проиграла японской спортсменке Акире Сонэ удержанием, в схватке же за бронзовую медаль иппоном победила китаянку Шиян Ксю. Таким образом, Киндзерская принесла первую медаль Азербайджану на этих Играх. Медаль Киндзерской стала также пятой медалью Азербайджана в дзюдо и первой в женском дзюдо в истории Олимпийских игр.

## Личная жизнь
Муж — Гамид Гусейнович Алиев. Азербайджанец, родом из Джебраила. Личный тренер Киндзерской.

## Награды
- Орден «За службу Отечеству» III степени (12 августа 2021 года) — за высокие достижения на XXXII Летних Олимпийских играх в Токио и заслуги в развитии азербайджанского спорта[12].

## Выступления на Олимпиадах
| Олимпиада   | Дисциплина                 | Место   |
| ----------- | -------------------------- | ------- |
| Лондон 2012 | дзюдо, женщины свыше 78 кг | 5 место |
| Токио 2020  | дзюдо, женщины свыше 78 кг | 3 место |